# Eliana (álbum de 1994)
Eliana é o segundo álbum de estúdio da apresentadora e cantora brasileira Eliana, lançado em 1994 pelas gravadoras BMG e RCA (atual Sony Music Brasil). O álbum inclui canções que estimulam a coordenação motora das crianças, ensinam noções de higiene e bom comportamento, e promovem brincadeiras educativas.
Após o sucesso do seu álbum de estreia, Os Dedinhos, que vendeu quase 300 mil cópias, Eliana assinou um contrato milionário com a BMG Ariola para lançar mais três álbuns. O segundo álbum manteve a direção artística de Miguel Plopschi, com produção de João Plinta, Augusto César e Ed Wilson. 
Comercialmente, repetiu o sucesso de seu antecessor, vendendo mais de 250 mil cópias no país, o que o conduziu a aparecer na lista dos 50 álbuns mais vendidos de 1994 da Nelson Oliveira Pesquisa e Estudo de Mercado (Nopem).

## Antecedentes
Em 1993, a cantora Eliana iniciou sua carreira fonográfica como solista, após sua passagem pelo grupo musical A Patotinha e pelo grupo de música pop Banana Split. O primeiro fonograma rendeu sucessos de rádio e de vendagens, da mesma forma que seu programa de televisão, o Bom Dia & Cia, que estava em veiculação no SBT.
Em janeiro de 1994, o jornalista Ferreira Netto informou em sua coluna no jornal Tribuna da Imprensa que a gravadora BMG Ariola tinha fechado um contrato milionário com a cantora, para que ela lançasse mais três álbuns sob o selo, o primeiro deveria ser lançado ainda em 1994.

## Produção e gravação
O segundo álbum de estúdio de Eliana contou com uma equipe técnica diversificada. A direção artística foi conduzida por Miguel Plopschi, com coordenação de Paulo R. Fedato. A produção ficou a cargo de João Plinta, Augusto César (nas faixas "Tentação", "Flits" e "Uni, Duni, Tê") e Ed Wilson (na faixa "Nave Verde Amarela"). Os arranjos foram feitos por José Paulo Soares e Augusto César nas faixas mencionadas, e Lincoln Olivetti em "Nave Verde Amarela".
Com relação às canções que compõem a lista de faixas, de acordo com o jornal O Fluminense, através delas, a cantora consegue estimular a coordenação motora das crianças, ensinando brincadeiras e conhecimento do próprio corpo. Além disso, segundo o jornal, a artista procura dar noções de higiene e bom comportamento. As gravações ocorreram nos estúdios COMEP-32 Canais Digital em São Paulo e na Cia. dos Técnicos no Rio de Janeiro. Os técnicos de gravação em São Paulo foram: Alberto, Luís e Getúlio, com assistentes Wagner e Sidney. A mixagem foi realizada por Alberto Ranelucci. A masterização foi feita por José Oswaldo Martins.
No que tange a parte gráfica do projeto, a capa e as fotos foram realizadas por Grafix, com figurinos de Clarice Guimarães e maquiagem de Célia Bueno.

### Canções
Uma das canções escolhidas para integrar a lista de faixas é uma versão cover da canção "Uni, Duni, Tê". Trata-se do primeiro single a ser lançado pelo grupo infantil brasileiro Trem da Alegria. Lançado originalmente em 1985, como carro-chefe do álbum Trem da Alegria do Clube da Criança, tornou-se um dos maiores sucessos da carreira do grupo.
A canção "Olívia Vai Ter Neném" que faz parte do medley da faixa número 4, é uma versão em português da canção "Popeye the Sailor Man". A música original foi composta por Sammy Lerner em 1933, para o filme Popeye the Sailor.

## Lançamento
O álbum foi lançado nos três formatos vigentes da época: Disco de vinil (LP), Fita cassete (K7), e Compact disc (CD).

## Singles
"Tentação" foi o único single a ser enviado as rádios brasileiras, também em 1994. De acordo com o Jornal do Commercio a canção fez sucesso e ajudou também no êxito obtido com a vendagem.

## Desempenho comercial
Comercialmente, repetiu o sucesso de seu antecessor. Com apenas um mês de lançamento foram vendidas mais de 100 mil cópias no Brasil. A Associação Brasileira dos Produtores de Discos (ABPD) auditou essa primeira remessa de distribuição nas lojas e o certificou como disco de ouro. Meses após o feito, a cantora apareceu no programa Sabadão Sertanejo, do Sistema Brasileiro de Televisão (SBT), apresentado por Gugu Liberato, de quem a cantora recebeu um disco de platina, por ter vendido mais de 250 mil cópias no país.
Na lista da Nelson Oliveira Pesquisa e Estudo de Mercado (Nopem) de 50 álbuns mais vendidos no ano de 1994, a cantora aparece na posição de número 43, a única vez que figurou na lista durante a sua carreira fonográfica.

## Lista de faixas
- Créditos adaptados do encarte do CD Eliana, de 1994.[5]

| N.º            | Título                                                                          | Compositor(es)                    | Duração |  |
| 1.             | "Pop Pop"                                                                       | João Walter Plinta                | 1:50    |  |
| 2.             | "O Sapo"                                                                        | Domínio Público, Eliana, Plinta   | 2:14    |  |
| 3.             | "Piuí Piuí Piuí"                                                                | Plinta                            | 2:15    |  |
| 4.             | "Pintor de Jundiaí/Dona Baratinha/Olívia Vai Ter Neném (Popeye the Sailor Man)" | Plinta, Sammy Lerner              | 3:41    |  |
| 5.             | "Lanchinho/Pombinha/Atchim"                                                     | Plinta                            | 2:57    |  |
| 6.             | "A Cabeça/Janelinha/O sítio do seu Lobato"                                      | Plinta, Eliana, Domínio Público   | 4:09    |  |
| 7.             | "Fifi/Califórnia/Adoteca"                                                       | Plinta                            | 3:10    |  |
| 8.             | "Tentação"                                                                      | Augusto César, Paulo Sérgio Valle | 3:39    |  |
| 9.             | "Flitz"                                                                         | César, Valle                      | 3:24    |  |
| 10.            | "Nave Verde e Amarelo"                                                          | Carlos Colla, Ed Wilson           | 3:36    |  |
| 11.            | "Uni-Duni-Tê"                                                                   | Michael Sullivan, Paulo Massadas  | 4:06    |  |
| 12.            | "Canção do Eco"                                                                 | Lucas Robles, Paulo Fedato        | 2:51    |  |
| 13.            | "Coração Criança (1,2,3)"                                                       | Antônio Luiz, Antônio Marcos      | 2:37    |  |
| Duração total: | Duração total:                                                                  | Duração total:                    | 40:29   |  |

## Tabelas

### Tabelas anuais
| Tabela musical (1994) | Posição |
| --------------------- | ------- |
| Brasil (Nopem)        | 43      |

## Certificações e vendas
| Região | Certificação | Vendas estimadas |
| ------ | ------------ | ---------------- |
| Brasil | Platina      | 250,000          |